# Планирование
Плани́рование:
- оптимальное распределение ресурсов для достижения поставленных целей;
- деятельность (совокупность процессов), связанная с постановкой целей (задач) и действий в будущем.

С точки зрения математики планирование — это функция, одним из аргументов которой является время.

## Определение
Согласно «Webster’s New Collegiate Dictionary» планирование — это разработка метода для создания или выполнения чего-либо для достижения цели. Таким образом планирование является ежедневной, почти бессознательной деятельностью для всех. Планирование представляет собой ориентированный на будущее, осуществляемый на основе систематической подготовки регулярно повторяющийся процесс переработки информации и принятия решений, который проводится как на уровне системы (предприятия) в целом, так и её отдельных элементов (структурных подразделений, функциональных подсистем, отдельных работников). Результатом планирования является план или система планов.

## История
Существует мнение, что первые профессиональные прогнозы составляли древнеегипетские жрецы, начиная со II тысячелетия до нашей эры. Каждую весну они собирались в месте слияния трех основных притоков Нила, чтобы предсказать силу ежегодного паводка. Основываясь на предсказаниях жрецов, чиновники в сельскохозяйственных районах долины Нила могли планировать на месяцы вперед запасы зерна, оценивать налоговые поступления и доступные для расходования средства.

## Этапы
Планирование в самом общем виде подразумевает выполнение следующих этапов:
- Постановка целей и задач;
- Составление программы действий (проектирования);
- Вариантное составление программы (вариантное проектирование);
- Выявление необходимых ресурсов и их источников;
- Определение непосредственных исполнителей и доведение планов до них;
- Фиксация результатов планирования в материальном виде, например, в виде проекта, модели, плана, карты боевых действий, приказа в письменной форме и тому подобное.

## На производстве
Планирование — оптимальное распределение ресурсов для достижения поставленной цели. Играет важную роль в жизни любой организации (предприятия) с участием людей.
- Планирование на предприятии
- Управленческий консалтинг
- Плановое хозяйство